# Општина Першинари (Дамбовица)
Першинари (рум. Perşinari) општина је у Румунији у округу Дамбовица.
Oпштина се налази на надморској висини од 231 m.

## Становништво

### Хронологија
| Година       | 2005 | 2006 | 2007 | 2008 | 2009 | 2010 | 2011 | 2012 | 2013 | 2014 | 2015 | 2016 | 2017 |
| ------------ | ---- | ---- | ---- | ---- | ---- | ---- | ---- | ---- | ---- | ---- | ---- | ---- | ---- |
| Становништво | 2661 | 2670 | 2691 | 2739 | 2752 | 2785 | 2816 | 2843 | 2862 | 2845 | 2827 | 2829 | 2819 |